# Il mondo alla rovescia (romanzo)
Il mondo alla rovescia (Inverted World e The Inverted World) è un romanzo fantascientifico di Christopher Priest pubblicato nel 1974, vincitore del premio BSFA come miglior romanzo. È stato pubblicato per la prima volta in italiano nel 1975 e successivamente ripubblicato con il titolo di Mondo alla rovescia.

## Storia editoriale
Il romanzo è stato pubblicato per la prima volta a puntate sulla rivista Galaxy Science Fiction dal dicembre del 1973 al marzo del 1974 con il titolo Inverted World e ripubblicato in edizione paperback nello stesso anno in Gran Bretagna e negli Stati Uniti, quest'ultima edizione con il titolo di The Inverted World.
Il romanzo ha vinto  il premio della British Science Fiction Association come miglior romanzo nel 1975 e nominato per il Premio Hugo per il miglior romanzo nello stesso anno posizionandosi al sesto posto.
È stato pubblicato per la prima volta in italiano nel 1975 con il titolo di Il mondo alla rovescia e ripubblicato nel 1990 con il titolo di Mondo alla rovescia.
Il romanzo è diviso in sei parti e un epilogo, e, per rendere la sensazione di stare vivendo in un mondo particolare, ogni parte viene narrata con uno stile diverso; alcune parti sono narrate dal protagonista in prima persona, altre sono in terza persona e una parte viene vista attraverso gli occhi di un personaggio femminile.

## Trama
(Mondo alla rovescia)

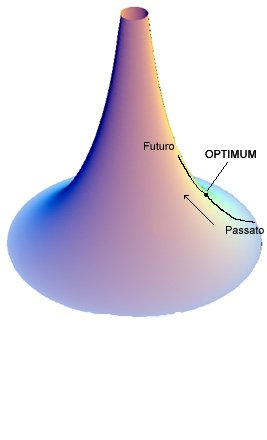
Struttura del pianeta del romanzo

La storia è ambientata in un mondo in cui il tempo viene calcolato in miglia. Si tratta delle miglia percorse dalla città, chiamata "Terra", una struttura condannata a muoversi costantemente verso nord, al ritmo medio di un miglio ogni decina di giorni, per cercare di raggiungere un punto (optimum), anch'esso in movimento costante verso nord. Curiosamente, il territorio a settentrione della città viene chiamato "futuro" mentre quello a meridione è il "passato".
Per muoversi Terra utilizza dei binari che vengono continuamente smontati dal passato e reinstallati nel futuro. Quando ci si trova di fronte a ostacoli naturali (burroni, fiumi) vengono eretti dei ponti che poi devono essere smantellati per poter riutilizzare il materiale che scarseggia. Questo è vero soprattutto per le funi d'acciaio usate per trainare la città e che da tempo sarebbero dovute essere sostituite, essendo ormai usurate e fonte di continui problemi e incidenti. La forma stessa del pianeta non è quella sferica bensì quella di un iperboloide di dimensioni infinite, del quale l'optimum occupa costantemente il punto di maggior curvatura mentre il terreno scorre da nord verso sud. Anche il tempo ha un andamento particolare: più ci si allontana dall'optimum, verso sud (il passato), più scorre velocemente, infatti chi torna in città dalle estreme periferie sud pensa di essere stato via solo pochi giorni o ore mentre in realtà sono trascorsi anni o settimane; viceversa, per quanto riguarda lo spostamento verso nord (il futuro), più ci si allontana più il tempo scorre (nella città, rispetto alla posizione del viaggiatore) lento. Comunque non è possibile allontanarsi più di una trentina di miglia dall'optimum nel passato in quanto la forza di gravità (che agisce verso l'esterno, come fosse una forza centrifuga) aumenta sempre più e, oltre tale distanza, diviene insostenibile anche il solo reggersi in piedi e minaccia di lanciare il malcapitato verso l'infinito.
Nei territori attraversati dalla città vivono, in uno stato di rassegnata miseria, degli indigeni che gli uomini della città arruolano per utilizzarli nei lavori di manovalanza, mentre le donne vengono portate in città per essere usate come procreatrici, infatti, per qualche motivo misterioso, a Terra nascono molti più maschi che femmine. Una volta partorito il figlio le indigene possono andarsene portando il figlio maschio con loro se vogliono, ma lasciandola lì se si tratta di una femmina.
L'organizzazione politica della città è di tipo oligarchico con a capo i membri delle cinque corporazioni: del Futuro che si occupa di individuare la posizione dell'optimum e l'orografia del terreno, delle Rotaie, per la posa e la manutenzione degli stessi, della Trazione, per far muovere la città e manutenere il generatore nucleare, dei Ponti per la costruzione delle strutture necessarie a superare gli ostacoli, del Baratto, che si occupa dei rapporti con gli indigeni e la Milizia per la difesa della città. Oltre alle corporazioni vi è l'Amministrazione che si occupa essenzialmente della fabbricazione del cibo sintetico, della sanità e di tutte le attività di supporto, e alla quale appartiene la maggioranza dei cittadini. Tutta la vita della città è stata codificata secoli prima da un mitico fondatore di nome Francis Destaine e le regole da lui dettate sono la base di tutto il sistema legislativo.
Arrivato alla maggiore età (corrispondenti a 650 miglia), Helward Mann viene accettato come apprendista nella Corporazione del Futuro, a cui già appartiene suo padre: come richiede la tradizione dovrà prestare servizio per alcune miglia in ognuna delle altre Corporazioni prima di essere accettato come effettivo nella sua corporazione. Questo significa che potrà godere dell'immenso privilegio di uscire all'esterno mentre la maggioranza dei cittadini vive tutta la vita all'interno della città ignorando la vita al di fuori delle mura. Egli ha quindi la possibilità di scoprire il continuo lavoro per permettere alla città di viaggiare verso l'optimum, e i rapporti non idilliaci con gli indigeni, dovuti soprattutto ai duri metodi usati dalla Milizia nei loro confronti.
Nel frattempo Helward si è fidanzato con una sua ex compagna di scuola, Victoria Lerouex, figlia di un autorevole membro della Corporazione dei Ponti; di lì a poco i due si sposano e quasi subito Victoria resta incinta. Helward ha intanto quasi finito il suo periodo di apprendistato. Come ultimo compito deve riaccompagnare un gruppo di indigene, che hanno terminato la loro permanenza nella Città, al loro villaggio di origine. Proprio durante questo viaggio si rende conto delle strane caratteristiche del pianeta e del fatto che, più si allontanano dalla città, più le donne sembrano ingrossarsi e accorciarsi, tanto che i vestiti non riescono più a contenerne il corpo; anche la loro voce si fa sempre più acuta fino a divenire incomprensibile. Contemporaneamente anche il paesaggio appare distorto, tanto che grandi catene montuose gli appaiono come collinette. Inoltre, più procede verso sud, più la velocità con cui il terreno si allontana dall'optimum aumenta, accentuando sempre di più la deformazione. Comunque Helward non ha troppo tempo per interrogarsi su tali cambiamenti, in quanto l'aumentare della forza gravitazionale rischia di trascinarlo via dalla superficie del pianeta; riesce a salvarsi a stento utilizzando degli arpioni e una corda che gli erano stati consegnati alla partenza e di cui non aveva capito l'utilità. Nel tentativo di sopravvivere alle modificazioni dell'orografia, Helward perde di vista le tre donne e non può fare altro che abbandonarle a sé stesse.
Tornato alla città scopre di essere stato lontano per quasi due anni che per lui erano sembrati solo pochi giorni. Molte cose sono cambiate: Victoria, stanca di aspettarlo, aveva chiesto il divorzio e ora vive con un altro uomo. Il figlio che era nato è stato ucciso durante un attacco degli indigeni, divenuti molto più bellicosi che un tempo, e questo ha fatto prendere al Consiglio la decisione di rinunciare al loro utilizzo come manodopera e di permettere a molti cittadini di uscire per rimpiazzarli. Ciò ha portato un mutamento nella mentalità corrente e alla nascita di una nuova fazione politica, per ora minoritaria, definita dei "Fermisti" che ritengono inutile continuare a muoversi e vorrebbero che la città si fermasse. Victoria è una dei leader di tale fazione.
Notevolmente abbattuto da questi avvenimenti, Helward si butta sul suo lavoro che lo porta a lunghe permanenze nel futuro, dove invece gli oggetti e le persone appaiono più stretti e allungati, mentre il tempo scorre più lentamente, fatto che provoca un invecchiamento più rapido rispetto a coloro che restano in città. Durante una delle sue ricognizioni arriva a un villaggio. I rapporti con gli indigeni si sono pian piano risistemati e qui fa conoscenza di una donna che parla inglese, Elizabeth Khan: tra i due scatta una forte attrazione sessuale e iniziano a frequentarsi effettuando alcuni brevi viaggi insieme. La donna gli spiega di essere una missionaria proveniente dall'Inghilterra e che il pianeta su cui si trovano è la Terra, cosa che Helward non concepisce in quanto per lui è evidente che si debba trattare di un altro pianeta sul quale dovevano essere arrivati dei colonizzatori secoli prima e che avevano fondato la sua città. Vi sono anche altri dettagli che sono incomprensibili l'uno per l'altro, ad esempio quello che per lui è il nord per lei è sud-ovest. Helward spera che Elizabeth faccia parte degli attesi soccorritori ma i suoi sproloqui impauriscono la donna che fugge. Elizabeth si rifarà viva tempo dopo, offrendosi come "fattrice" per le esigenze della città: vivendo al suo interno Elizabeth ha modo di approfondire le apparenti bizzarrie dei comportamenti degli abitanti e, dopo aver raccolto le informazioni necessarie, fa ritorno in Inghilterra per ricostruire la storia della città.
Intanto la città continua a muoversi per miglia e miglia e un giorno Helward, esplorando il futuro, scopre un ostacolo mai visto prima: un fiume larghissimo di cui non si vede l'altra riva. Tutti i tentativi di gettare ponti sul fiume falliscono. Questo fatto rafforza la determinazione dei Fermisti che sembrano ormai essere in maggioranza. A risolvere le cose, dopo sei mesi, ricompare Elizabeth che annuncia di essere stata in Inghilterra dove ha potuto effettuare ricerche e ha scoperto che secoli prima, quando ormai tutte le risorse energetiche fossili erano terminate, provocando una gravissima crisi che aveva riportato vaste zone della Terra a uno stato di civiltà quasi preistorico, uno scienziato di nome Destaine, aveva scoperto una nuova fonte di energia, generata dal pianeta stesso. Utilizzando un apposito generatore, da lui progettato, collocato in un punto particolare del pianeta terrestre , l'optimum, era riuscito a ottenere energia elettrica in quantità illimitata. Lo sfruttamento pratico della scoperta, tuttavia, presentava dei problemi: il primo è che l'optimum si muoveva costantemente attorno al pianeta, per cui il generatore doveva seguirlo e il secondo che il potente campo creato dal generatore provocava delle distorsioni nella percezione della realtà, facendo incurvare spazio e tempo, e facendo apparire come iperboloidi le sfere. Destaine aveva pensato di ovviare al primo problema progettando una città mobile che restasse sempre nelle vicinanze dell'optimum"
Destaine, con un gruppo di adepti, si era spostato in Cina orientale, dove allora si trovava l'optimum. Lì avevano costruito la Città e avevano iniziato il lento peregrinare dietro all'optimum, che si muoveva verso sud-ovest. Ora, dopo aver percorso settemila miglia, e aver attraversato tutta l'Asia e l'Europa, la città era arrivata in riva all'Oceano Atlantico, sulle coste del Portogallo, ovviamente è impensabile che la città possa attraversarlo.
La spiegazione di Elizabeth convince i cittadini di Terra e il suo discorso sancisce la definitiva vittoria dei Fermisti: il generatore viene disattivato e la città si ferma. Helward è ancora incredulo e, pur cercando di convincersi che il mondo invertito in cui sono vissuti fino ad allora sia soltanto una percezione distorta della realtà, non riesce comunque a spiegarsi alcuni fenomeni che ritiene incongrui, come il fatto che verso sud i vestiti non riuscivano più a contenere le indigene o che la forma del sole continui ad essere un iperboloide, e non invece una sfera, come Elizabeth afferma di vedere.

## Edizioni
- (EN) Christopher Priest, Inverted World 1/4, in Galaxy, n. 34-3, UPD Publishing Corporation, dicembre 1973.
- (EN) Christopher Priest, Inverted World 2/4, in Galaxy, n. 34-4, UPD Publishing Corporation, gennaio 1974.
- (EN) Christopher Priest, Inverted World 3/4, in Galaxy, n. 34-5, UPD Publishing Corporation, febbraio 1974.
- (EN) Christopher Priest, Inverted World 2/4, in Galaxy, n. 34-6, UPD Publishing Corporation, marzo 1974.
- (EN) Christopher Priest, Inverted World, Londra, Faber and Faber, 1974.
- (EN) Christopher Priest, The Inverted World, New York, Harper and Row, 1974.
- Christopher Priest, Il mondo alla rovescia, traduzione di Maria Luisa (Marisa) Caramella, Sigma Fantascienza, n. 1, Moizzi Editore, 1975.
- Christopher Priest, Mondo alla rovescia, traduzione di Maria Luisa Caramella, Cosmo Serie Oro. Classici della Narrativa di Fantascienza, n. 113, Editrice Nord, 1990.
- Christopher Priest, Mondo alla rovescia, traduzione di Maria Luisa Caramella, Tascabili Fantascienza, 1  32.80, Editrice Nord, 1996, ISBN 884290886X.